# Écurie Cheikh Mohammed
L'écurie Cheikh Mohammed est une écurie de chevaux de course participant aux courses hippiques de plat fondée par le dirigeant émirati Cheikh Mohammed Al Maktoum. Ses effectifs sont depuis 1994 fondus dans ceux de l'écurie Godolphin, qui regroupe les intérêts des différentes écuries de la famille régnante de l'émirat de Dubaï, les Maktoum.

## Histoire

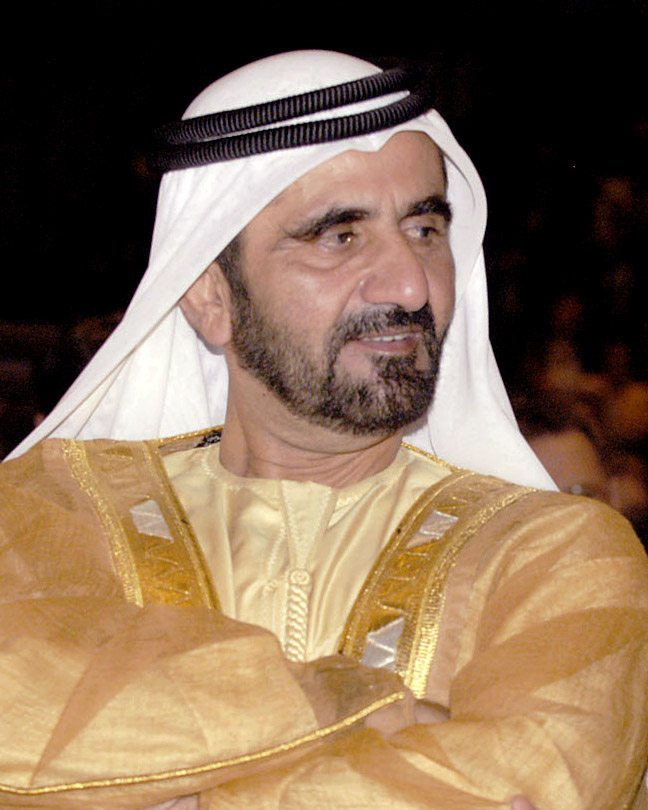
Le Cheikh Mohammed Al Maktoum

Si le lien du Cheikh Mohammed aux chevaux remonte à l'enfance, c'est à partir de 1977 que l'on découvre sa casaque (grenat, manches blanches, toque grenat étoile blanche) grâce à une pouliche, Hatta, qui s'impose dans un groupe 3, les Molecomb Stakes. Quatre ans plus tard, l'écurie change d'envergure avec l'acquisition par le Cheikh de Dalham Hall Stud, un haras situé à Newmarket, l'un des plus hauts lieux des courses anglaises. Il en fait l'épicentre de Darley, l'entité qui regroupe ses opérations d'élevage et de compétition, dispersées tout au tour du monde avec plusieurs haras (Kildangan Stud en Irlande, Jonabell Farm aux États-Unis, Northwood Park et Kelvinside Stud en Australie, Haras du Logis en France, Hidaka-cho au Japon) qui gèrent plus d'une cinquantaine d'étalons. Les chevaux du Cheikh se produisent sous ses couleurs personnelles jusqu'à la création de Godolphin en 1994, qui finira par fusionner avec Darley en 2015 et regroupe ses intérêts et ceux de la famille Maktoum. Si quasiment tous ses chevaux sont aspirés par Godolphin, la casaque continue néanmoins à apparaître sporadiquement en course, rarement désormais. Plusieurs célèbres entraîneurs ont travaillé pour l'écurie, comme Henry Cecil, Michael Stoute ou Clive Brittain en Angleterre, et André Fabre en France.

### Palmarès (groupe 1uniquement)
Royaume-Uni
- Oaks – 4 – Oh So Sharp (1985), Unite (1987), Diminuendo (1988), Intrepidity (1993)
- 2000 Guinées – 1 – Pennekamp (1995)
- 1000 Guinées – 2 – Oh So Sharp (1985), Musical Blues (1989)
- St Leger – 3 – Oh So Sharp (1985), Moonax (1994), Shantou (1996)
- Coronation Cup – 4 – In The Wings (1990), Opera House (1993), Swain (1996), Singspiel (1997)
- St. James's Palace Stakes – 4 – Bairn (1985), Sure Blade (1986), Shaadii (1989), Starborough (1997)
- Yorkshire Oaks – 3 – Awaasif (1982), Untold (1986), Diminuendo (1988)
- Champion Stakes – 3 – Pebbles (1985), Indian Skimmer (1988), Tel Quel (1991)
- King George VI and Queen Elizabeth Diamond Stakes – 3 – Belmez (1990), Opera House (1993), King's Theatre (1994)
- Dewhurst Stakes – 3 – Ajdal (1986), Scenic (1988), Pennekamp (1994)
- Middle Park Stakes – 3 – Lycius (1990), Zieten (1992), Lujain (1998)
- Sussex Stakes – 2 – Sonic Lady (1986), Soviet Star (1987)
- July Cup – 2 – Ajdal (1987), Soviet Star (1988)
- Eclipse Stakes – 2 – Pebbles (1985), Opera House (1993)
- Coronation Stakes – 2 – Golden Opinion (1989), Kissing Cousin (1994)
- Cheveley Park Stakes – 2 – Blue Duster (1995), Embassy (1997)
- Ascot Gold Cup – 2 – Sadeem (1988, 1999)
- Queen Elizabeth II Stakes – 1 – Sure Blade (1986)
- Nunthorpe Stakes – 1 – Ajdal (1987)
- Fillies' Mile – 1 – Shamshir (1990)
- International Stakes – 1 – Singspiel (1997)
- Futurity Trophy – 1 – Casamento (2010)

 Irlande
- Irish Oaks – 3 – Unite (1986), Diminuendo & Melodist (dead-heat, 1988), Alydaress (1989)
- Irish Derby – 2 – Old Vic (1989), Winged Love (1995)
- Irish 1000 Guineas – 2 – Sonic Lady (1986), Ensconse (1989)
- Irish 2000 Guineas – 2 – Shaadi (1989), Barathea (1993)
- Irish St. Leger – 1 – Authaal (1986)
- Irish Champion Stakes – 1 – Indian Skimmer (1988)
- Moyglare Stud Stakes – 1 – Flamenco Wave (1988)

 France
- Prix de l'Arc de Triomphe – 1 – Carnegie (1994)
- Prix du Jockey Club – 1 – Old Vic (1989)
- Prix de Diane – 2 – Indian Skimmer (1987), West Wind (2007)
- Poule d'Essai des Poulains – 1 – Soviet Star (1987)
- Prix du Moulin de Longchamp – 3 – Sonic Lady (1986), Soviet Star (1988), Polish Precedent (1989)
- Prix Lupin – 3 – Flemensfirth (1995), Cloundings (1997), Gracioso (1999)
- Grand Prix de Paris – 3 – Fort Wood (1993), Limpid (1998), Cavalryman (2009)
- Prix Saint-Alary – 3 – Indian Skimmer (1987), Rosefinch (1992), Intrepidity (1993)
- Prix d'Ispahan – 2 – Indian Skimmer (1988), Creator (1990)
- Prix Royal-Oak – 2 – El Cuite (1986), Moonax (1994)
- Prix de la Salamandre – 2 – Pennekamp (1994), Lord of Men (1995)
- Grand Prix de Saint-Cloud – 2 – In The Wings (1990), Carnegie (1995)
- Prix Jacques Le Marois – 1 – Polish Precedent (1989)
- Prix Ganay – 1 – Creator (1990)
- Grand Critérium – 1 – Goldmark (1994)
- Prix Maurice de Gheest – 1 – Cherokee Rose (1995)

 Italie
- Derby Italien – 1 – Hailsham (1991)
- Oaks d'Italia – 2 – Melodist (1988), Valley of Gold (1995)
- Premio Roma – 3 – High Hawk (1983), Knifebox (1993), Flemensfirth (1996)
- Gran Premio del Jockey Club – 3 – Awaasif (1983), Shantou (1996), Laverock (2006)
- Gran Criterium – 2 – Northern Tempest (1983), Kirkless (2002)
- Gran Premio di Milano – 1 – Shantou (1997)

 États-Unis
- Breeders' Cup Turf – 2 – Pebbles (1985), In The Wings (1990)
- Breeders' Cup Mile – 1 – Barathea (1994)

 Canada
- Canadian International Stakes – 1 – Singspiel (1996)

 Émirats arabes unis
- Dubaï World Cup – 1 – Singspiel (1997)